# Mathieu Salou
Mathieu Salou, né le 26 mai 2000 à Morlaix, est un handballeur français évoluant au poste d'arrière droit au Cesson Rennes Métropole Handball.

## Biographie
Après avoir débuté le handball au Morlaix-Plougonven Handball, il s'engage avec l'équipe réserve de Cesson Rennes MHB (N2). Membre du pôle espoir de Cesson, il ne passe cependant pas par un centre de formation. En 2021, il s'engage avec l'USAM Nîmes Gard.
En manque de temps de jeu, il est prêté six mois au Tremblay Handball (Proligue) en janvier 2023 puis retourne à l'été 2024 au Cesson Rennes MHB.